# Гаммелке
Гаммелке (нід. Gammelke) — селище в нідерландській провінції Оверейсел. Входить до муніципалітету Дінкелланд.
Перша згадка про населений пункт датується 1272 роком. Наразі у ньому нараховується близько 100 будинків.

## Галерея

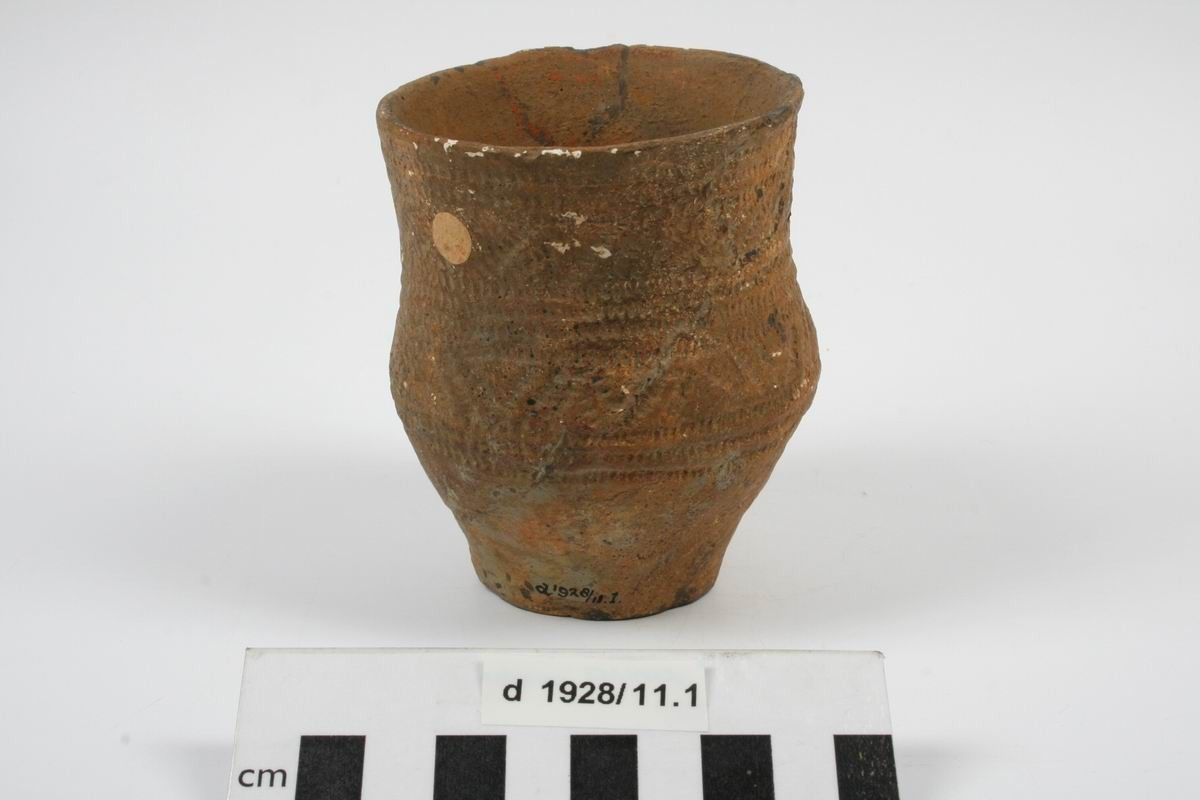
Археологічна знахідка біля селища